# Emelie Holmberg
Emelie Augusta Kristina Holmberg, född 6 maj 1821 i Jakob och Johannes församling i Stockholm, död 26 mars 1854 i Charleston i South Carolina, var en svensk-amerikansk tonsättare, sångare, pianist, författare och pedagog.

## Biografi
Emelie Holmberg föddes i Stockholm som dotter till viktualiehandlaren Carl Christian Holmberg och dennes hustru Aurora Hellgren. Föräldrarna skildes 1823, och hennes mor försörjde henne genom sin omfattande affärsverksamhet – hon innehade Stockholms största lånebibliotek – och finansierade även hennes musikaliska utbildning. Emelie Holmberg uppmärksammades redan som barn för sin musikaliska talang Hon uppträdde i sina unga år som sångare och pianist och omhändertogs som musikaliskt underbarn av Ulrica Brendler och hennes man tonsättaren Eduard Brendler; hon studerade harmonilära för Erik Drake och sång för Johan Peter Cronhamn.
Holmberg utgav 1836 ett häfte egna kompositioner. 1838 gav hon sin första konsert som sångerska och pianist. Den 30 april 1838 arrangerade hon en musikalisk soaré för nödlidande i Dalarna. Biljetterna kostade 1 riksdaler och totalt insamlades 330 riksdaler. Den 13 december samma år hade hon en musikalisk soaré i Linköping. Hon kom sedan att uppträda på många konserter i Stockholm.
Emelie Holmberg grundade 1841 i Stockholm ett musikinstitut, som var verksamt till 1844. 1843 gjorde hon en resa till Paris med Julia Nyberg. Efter hemkomsten gifte hon sig 1844 med brukspatronen Hjalmar Hammarskjöld på Skultuna bruk. De emigrerade samma år undan makens fordringsägare till USA.
Den 28 februari 1845 arrangerade hon en stor konsert med både musiker och sångare i Armory Hall i Washington. På konserten framträdde hon själv med flera pianonummer och sångnummer. Ole Bull var en av övriga medverkande på konserten. Den blev en stor succé och hon bestämde sig för att göra en turné genom USA. Under turnén besökte hon flera av unionens kända städer och rönte stor uppskattning för sin talang som sångare och pianist, bland annat i New Orleans.
Efter turnén blev Holmberg organist i St Peters kyrka i Charleston (Charlestown) och grundade ett filharmoniskt sällskap i staden. Hon gav även musiklektioner. Efter att maken utnämnts till stadsarkitekt i Charleston (1853) och sedan chefsarkitekt för kapitolium i delstatens huvudstadColumbia, fick hon stora representationsplikter då hon tvingades agera societetsvärdinna. Emelie Holmberg avled 1854.
Emelie Holmberg komponerade sju sångsamlingar, av vilka fem finns bevarade. Sångerna är personligt färgade på romantisk botten med uppfinningsrika melodier och överraskande vändningar.
Emelie Holmberg invaldes i Kungliga Musikaliska Akademien den 27 maj 1841 som ledamot nr 288. På akademiens högtidsdag den 16 december 1854 hölls ett minnestal över Holmberg av Eric Gabriel von Rosén. Där man beskrev hennes talang som både sångare och pianist.

### Familj
Emelie Holmberg gifte sig 27 september 1844 med Hjalmar Hammarskjöld, som avled 1861 efter att ha ingått nytt äktenskap. De fick tillsammans barnen Svea Emilie Margareta (född 1845), Hedvig Anna Coralie (född 1848), Edvard Wilhelm (född 1849) och Hulda Maria Lovisa (född 1852). Alla barnen var musikaliska. De två äldsta döttrarna hade redan 1864 gett flera konserter i USA.

## Verk
Lista över kompositioner av Emelie Holmberg. Hon har gav ut sju häften med sånger och några av dem är bland annat tillägnade Ulrika Brendler, hovsångaren J. Berg och professor E. Drake.  Till hennes mest kända kompositioner hör "Hök och Dufva", "Göken gal i lunden", "Ur stormarna ser jag en aflägsen hamn", "Sof, oroliga hjärta, sof" och "Till skogs en liten fågel flög".

### Pianoverk
- Vårnattsdrömen. Vals. Utgiven 1851 av Rylander.[9]
- Wilhelmine-polka. Utgiven 1861 av Lundquist.[9]
- Sonate för piano. Utgiven 1875 av Lundquist.[9]
- Carlstads skarpskyttemarsch. Utgiven senast 1889 av E & S.[9]
- Vattendropparne. Mazurka. Utgiven senast 1889 av Hirsch.[9]
- Vårfantasi. Utgiven senast 1889 av Hirsch.[9]
- Älsklingsblommor. 3 mazurkor för piano. Utgiven senast 1889 av Hirsch.[9]

### Sång och piano
- Helsning till det aflägsna hemmet. Utgiven senast 1889 av E & S, Stockholm.[9]
- Septemberqvällen. Utgiven 1875.[9]
- Hök och Dufva. Text av Carl Fredric Dahlgren.
- Ur stormarna ser jag en aflägsen. Text av Carl Wilhelm Böttiger.

- Sånger för en eller flera röster med ackompanjemang för pianoforte. Tillägnad fru Ulrica Brendler. Utgiven 1835 av Östergrénska & Bokhandel, Stockholm.[10]

1. Till Lyran "Blef du otacksamt förskjuten". Text av C. A. S.
2. Flickan vid sjön "Vid stranden af den blåa sjön". Text av Gustaf Henrik Mellin.
3. Lärkparet. Wexelsång "En kyss då jag far". Text av Frans Michael Franzén.
4. Rizzio "Jag vet ett land der Ossians harpa hvilar". Text av Julia Nyberg.
5. Wallgossen "ljud fjerran mitt horn". Text av Julia Nyberg.
6. Till en tonkonstnär "Höj dina vingar". Text av Julia Nyberg.
7. De tre geniernas sång ur Psyche "Skynden genom rymden". Text av Julia Nyberg.
8. Kolarflickan på Herrgården "Min hedersdag var inne". Text av Julia Nyberg.
9. Vintersång "Hell dig mitt fosterland". Text av Julia Nyberg.
10. Chorus "En skål för fosterjorden", i ett sällskap av svenska och norska ynglingar. Text av Unonius. För manskör (TTBB), två tenorer och två basar.
11. Tankar en morgon "Natten flytt och morgonrodnan skiner". Text av Anders Fredrik Cronhamn. För blandad kör (SATB), sopran, alt, tenor och bas.
12. Bön "Är du oss ej nära". Text av Emilie. För blandad kör (SATB), sopran, alt, tenor och bas

- Nya sånger med ackompanjemang av pianoforte. Tillägnad hovsångaren Isak Albert Berg. Utgiven 1839 av Caron & Lundquist, Stockholm.[11]

1. Äolsharpan "Gyllne öar, blåa sjöar". Text av Per Daniel Amadeus Atterbom.
2. Zephyr och den gungande flickan "Du som der svingande gungar". Text av Carl Fredric Dahlgren.
3. Den gömda spegeln "Vid fönstret Eva tankfull står". Text av A-m-e.
4. Le prisonnier de guerre "Marie enfin quitte l'ouvrage". Text av Paroles de Beranger.
5. Adoratören eller Så skall han vara "Samvetsfråga att förtreta". Text av Julia Nyberg.
6. Oxfösaren "Vägen rätt fram". Text av Carl Fredric Dahlgren.
7. Min söte man "Ack min Pelle älskar jag". Text av Emilie.
8. Hymens termometer "Fast kärleken mig lycklig gjorde", i frågor och svar. Text av Julia Nyberg.
9. Ufven och lärkan "Till Lärkan sade ömt herr Uf". Text av Julius Axel Kiellman-Göranson.
10. Fågelfängaren "Akta dig mitt vackra barn". Text av Julia Nyberg.
11. Tusenskönan "Till skogs en liten fågel flög". Text av Per Daniel Amadeus Atterbom.

- Sånger med ackompanjemang av pianoforte. 3:e häftet. Tillägnad professor Erik Drake. Utgiven av J. Meyer, Stockholm.[12]

1. Skolgossarne "Att leka förtroligt". Text av Emilie. Duett för sopran och alt.
2. I skogen "Frisk nordanvind susar". Text av -er.
3. Pensionsflickorna "Leksystrar en ungdomlig skara". Text av Julia Nyberg. Sylfiden poetisk kalender 1840.
4. Galerslafvens sång "Håll takten du jernsmidda åra". Text av Carlén.
5. I en väns album "Lyssna till fågelns drill". Text av Emilie.
6. Bilder från min barndomswerld "Ja, lid och hoppas". Text av Carlén.
7. Jägarn och flickan "Sköna jägarlott". Text av Julia Nyberg.

- Sånger vid pianoforte. 4:e häftet. Utgiven 1841 av Abraham Hirsch, Stockholm.[13]

1. Vårlängtan eller Ebbas första kyss "Sexton år min tant jag följde". Text av Julia Nyberg.
2. De frommas samband "Bön och andakt". Text av Carl Wilhelm Böttiger.
3. Flickans klagan "Ekskogen susar". Text efter Friedrich Schiller.
4. Till en Ros "Slumrarinna i den slutna knoppen". Text av Johan Ludvig Runeberg.
5. Vaggsång för mitt hjerta "Sof oroliga hjerta sof". Text av Johan Ludvig Runeberg.
6. Sista paret ut "Göken gal i lunden". Text av Carl Fredric Dahlgren.
7. Midsommarafton på landet "Samlarns till dansen snart". Text av W. M. m.
8. Pussarne "Hvad som ynglingen helst vill ha". Text ur Harpo-lekar av Carl Edmund Wenström.
9. Stockholms flickan på landet "Om landet tala skalderna så skönt". Text av Mathilda.

- Nio sånger vid pianoforte. Utgiven 1843 av J. C. Hedbom, Stockholm.[14]

1. Servisk sång.
2. Hvad vill du mer!?
3. Gökvisa. Text av Julia Nyberg.
4. Det döende barn. Text av H.C. Andersen.
5. Hemlängtan.
6. "Gå ej bort!" Text av Fredrika Bremer, författare till Teckningar ur Hvardagslifvet.
7. Fiskarhustrun och hennes son. Text av G. W. M-m.
8. Le lever de l'Aurore. Text av Causson de Nogaret.
9. Afsked. Text av Emilie. Tillägnad fru friherrinnan R.